# インターネッター
インターネッターは、
- 三洋電機が1996年に発売したインターネット機能付きのテレビ受像機である。本項で詳述する。
- Kiss-FM KOBEの過去の番組SHINGO's RADIO SHOWにインターネット経由でリクエストする人である。

当時普及しだしたインターネットを大型テレビ画面を通して楽しめるということで話題を集め、ウェブブラウザ（インターネットのWWWを楽しむために必要なソフトウェア）と電子メールの送受信機能を搭載した。キーボードの代わりとしてリモコンにあるポインティングデバイス装置を使って文字入力をすることが出来た。また購入者は三洋電機グループの三洋電機ソフトウェア（現三洋ITソリューションズ）が運営するインターネットプロバイダー・「SANNET」の無料体験入会（10時間）が出来た（正会員=有料になるには別途申し込み必要だった）。
しかし、ウェブサイト作成などが出来ないことや、回線が主として一般の電話回線をそのまま利用したこと（ダイヤルアップ）で充分な接続が期待できなかったことなどから売れ行きが伸びずに苦戦した。
コマーシャルキャラクターに所ジョージを起用していた。